# Laccodiscus klaineanus
Laccodiscus klaineanus är en kinesträdsväxtart som beskrevs av Jean Baptiste Louis Pierre och Adolf Engler. Laccodiscus klaineanus ingår i släktet Laccodiscus och familjen kinesträdsväxter. Inga underarter finns listade i Catalogue of Life.